# Johannes Krisch
Johannes Krisch (né en 1966 à Vienne) est un acteur autrichien.

## Biographie
Johannes Krisch fait partie de l'ensemble du Burgtheater depuis 1989.
Il travaille avec des metteurs en scène comme Claus Peymann, Jürgen Flimm, Hans Neuenfels, Ruth Berghaus, Leander Haussmann, Karlheinz Hackl, Paulus Manker et Philip Tiedemann. Krisch joue également au Festival de Salzbourg et au Landestheater Liechtenstein.
De même, il est souvent devant la caméra pour des productions télévisées. Dans le nouveau jeu télévisé Drachenschatz, il incarne le méchant sorcier Merlox, qui installe les pièges des candidats.
Au Prix du film autrichien 2016, il est récompensé dans la catégorie Meilleur rôle masculin pour Jack (de) où il incarne le tueur en série Jack Unterweger.

## Filmographie
Cinéma
- 1988 : Linie 1
- 2002 : Zwei Väter einer Tochter
- 2008 : Revanche
- 2010 : Kottan ermittelt: Rien ne va plus
- 2010 : Vielleicht in einem anderen Leben
- 2011 : Die Vaterlosen
- 2011 : 360
- 2013 : Faux-fuyants (de)
- 2014 : Vergiss mein Ich
- 2014 : Le Labyrinthe du silence
- 2014 : Where I Belong
- 2015 : Jack (de)
- 2016 : Volupté singulière (de)
- 2016 : A Cure for Life
- 2017 : In the Fade
- 2018 : Spielmacher
- 2018 : Der Trafikant

Téléfilms
- 1999 : Liebe versetzt Berge
- 2000 : Jedermann
- 2004 : Frechheit siegt
- 2005 : Gefühl ist alles
- 2005 : Schön, daß es dich gibt
- 2005 : Conny und die verschwundene Ehefrau
- 2006 : König Ottokars Glück und Ende
- 2007 : Höllenangst
- 2008 : König Lear
- 2008 : Le Lion noir
- 2009 : Coma idyllique
- 2011 : Bauernopfer
- 2011 : Isenhart et les Âmes perdues
- 2012 : La Châtelaine
- 2014 : Die Frau mit einem Schuh
- 2014 : Landauer – Der Präsident
- 2015 : Aus der Haut
- 2017 : Marie de Bourgogne
- 2017 : Harter Brocken: Die Kronzeugin
- 2018 : Dennstein & Schwarz – Sterben macht Erben
- 2018 : Angst in meinem Kopf

Séries télévisées
- 1987 : Tatort: Flucht in den Tod
- 2001 : Rex, chien flic : Droits d'auteur
- 2004 : Tatort: Der Wächter der Quelle
- 2011 : Tatort: Vergeltung
- 2012 : Braunschlag (3 épisodes)
- 2015 : Altes Geld (6 épisodes)
- 2017 : Die Toten vom Bodensee – Abgrundtief
- 2018 : Tatort: Her mit der Marie!
- 2018 : Die Protokollantin